# Siniša Skelin
Siniša Skelin (Spalato, 14 luglio 1974) è un ex canottiere croato.

## Palmarès

### Olimpiadi
- 2 medaglie:
  - 1 argento (Atene 2004 nel due senza)
  - 1 bronzo (Sydney 2000 nell'otto)

### Mondiali
- 4 medaglie:
  - 3 argenti (Colonia 1998 nel quattro con; Lucerna 2001 nell'otto; Milano 2003 nel due senza)
  - 1 bronzo (Siviglia 2002 nel due senza)